# Jacob Robsahm
Jacob Robsahm, född ca 1645, död 1716, var en svensk brukspatron.
Robsahm var arrendator på Malingsbo och inköpte Bofors och Björkborns bruk i Karlskoga socken 1703, som tidigare hade ägts av Sigrid Ekehjelm.
Jacob Robsahm var gift med Catharina Tersmeden, dotter till Herman Tersmeden och Chatarina Klein. Han fick med henne 14 barn. I ett andra äktenskap, med Anna Grubb, föddes inga barn.